# Parafia katedralna św. Wojciecha w Ełku
Parafia Katedralna Świętego Wojciecha w Ełku – parafia rzymskokatolicka należąca do dekanatu Ełk – Matki Bożej Fatimskiej diecezji ełckiej.
Parafia została erygowana 22 maja 1853 przez biskupa warmińskiego Josepha Ambrosiusa Geritza jako pierwsza parafia katolicka w zdominowanym przez luteran mieście. 15 października 1854 ks. kan. Franciszek Thiedig poświęcił kaplicę pw. św. Wojciecha - biskupa i męczennika. Budowę kościoła i plebanii zapoczątkował ks. Andrzej Erdmann, którą ukończono w 1893. 9 lipca 1894 biskup Andreas Thiel wyraził zgodę na błogosławieństwo nowej świątyni. Konsekracja kościoła nastąpiła 19 sierpnia 1903. Podczas gdy w styczniu 1945 niemiecka ludność cywilna opuszczała Ełk, ówczesny proboszcz ks. Karol Foks pozostał w świątyni i kontynuował pracę duszpasterską. 25 marca 1992 papież Jan Paweł II bullą Totuus Tuus, Poloniae Populus powołał do życia diecezję ełcką, podnosząc kościół do rangi katedry. Niebawem z parafii wydzielono parafię Ducha Świętego i parafię Opatrzności Bożej.